# Farwell-Insel
Die Farwell-Insel ist eine 61 km lange, 16 km breite und vereiste Insel vor der Eights-Küste des westantarktischen Ellsworthlands. Sie liegt zwischen der McNamara- und der Dendtler-Insel im östlichen Abschnitt des Abbot-Schelfeises.
Entdeckt wurde die Insel im Februar 1961 von den Besatzungen der Eisbrecher Glacier und Staten Island. Kartografisch erfasst wurde sie vom United States Geological Survey mithilfe von Luftaufnahmen der United States Navy im Jahr 1966. Das Advisory Committee on Antarctic Names benannte sie 1968 nach Arthur Frederick Farwell Jr. (1915–2006), Stabschef des Kommandeurs der Unterstützungseinheiten der US-Marine in Antarktika bei den Operations Deep Freeze der Jahre 1968 und 1969.